# Grigori Kromanov
Grigori Kromanov (russisch Григорий Ермович Кроманов; * 8. März 1926 in Tallinn, Republik Estland; † 18. Juli 1984 im Dorf Lahe, Rajon Rakvere, Estnische SSR) war ein estnischer Theater- und Filmregisseur.

## Leben
Grigori Kromanov schloss 1953 sein Studium am Staatlichen Lunatscharski-Institut für Theaterkunst (heute: Russische Akademie für Theaterkunst) in Moskau ab. Anschließend war er als Schauspieler am Draamateater in der estnischen Hauptstadt Tallinn beschäftigt. Von 1956 bis 1963 war Kromanov Filmregisseur beim estnischen Fernsehen ETV. Anschließend war er bis zu seinem frühen Tod im Alter von 58 Jahren vor allem als Filmregisseur bei der staatlichen sowjetestnischen Filmproduktionsfirma Tallinnfilm aktiv.
Kromanov hat darüber hinaus an estnisch- und russischsprachigen Theatern in Tallinn zahlreiche Stücke inszeniert. Er unterrichtete am Lehrstuhl für Bühnenkunst des Staatlichen Tallinner Konservatoriums (Tallinna Riiklik Konservatoorium). 1975 wurde ihm die Auszeichnung „Verdienter Kunstschaffender der Estnischen SSR“ verliehen.
Der estnische Komponist Arvo Pärt widmete seinem verstorbenen Freund 1984 das Werk Ein Wallfahrtslied nach dem Psalm 121.

## Werk
Grigori Kromanov war einer der aktivsten und profiliertesten Regisseure während der sowjetischen Besetzung Estlands. Sein bekanntester Film ist der estnische Kultstreifen Viimne reliikvia („Die letzte Reliquie“) aus dem Jahr 1969.
Besondere Bedeutung erlangte auch sein Film Mis juhtus Andres Lapeteusega? („Was geschah mit Andres Lapeteus?“) von 1966. Er setzt sich im Zeichen des Tauwetters in der Sowjetunion mit den Folgen des stalinistischen Personenkults auseinander.

## Filmproduktionen
- Põrgupõhja uus Vanapagan (1964, gemeinsam mit Jüri Müür)
- Mis juhtus Andres Lapeteusega? (1966)
- Meie Artur (Porträtfilm über Artur Rinne, 1968, gemeinsam mit Mati Põldre)
- Viimne reliikvia (1969)
- Briljandid proletariaadi diktatuurile (1975)
- Hotel „Zum verunglückten Alpinisten“ („Hukkunud Alpinisti“ hotell) (1979)